# Panzeria nigribarbis
Panzeria nigribarbis là một loài ruồi trong họ Tachinidae.